# Coupe Brabham
Pour les articles homonymes, voir Brabham.
La coupe Henry Brabham est un trophée de hockey sur glace, remis par l'ECHL à l'équipe qui termine la saison régulière avec le plus de points. 

## Historique
Le trophée a été créé durant la saison inaugurale en 1988-1989 par le fondateur de l'ECHL et premier propriétaire des Panthers d'Érié Henry Brabham. La Coupe Henry Brabham garantit à son vainqueur d'avoir l'avantage de la glace durant les séries de la Coupe Kelly.

## Palmarès
| Année     | Champion                                            | Pts                                                 | Résultats en séries                                 |
| --------- | --------------------------------------------------- | --------------------------------------------------- | --------------------------------------------------- |
| 1988-1989 | Panthers d'Érié                                     | 77                                                  | Défaite en demi-finale                              |
| 1989-1990 | Thunderbirds de Winston-Salem                       | 82                                                  | Finaliste de la Coupe Riley                         |
| 1990-1991 | Cherokees de Knoxville                              | 87                                                  | Défaite en demi-finale de division                  |
| 1991-1992 | Storm de Toledo                                     | 95                                                  | Défaite au 1er tour                                 |
| 1992-1993 | Thunderbirds de Wheeling                            | 88                                                  | Finaliste de la Coupe Riley                         |
| 1993-1994 | Cherokees de Knoxville                              | 94                                                  | Défaite au 1er tour                                 |
| 1994-1995 | Thunderbirds de Wheeling                            | 97                                                  | Défaite au 1er tour                                 |
| 1995-1996 | Renegades de Richmond                               | 105                                                 | Défaite au 2e tour                                  |
| 1996-1997 | Stingrays de la Caroline du Sud                     | 100                                                 | Vainqueur de la Coupe Kelly                         |
| 1997-1998 | IceGators de la Louisiane                           | 96                                                  | Défaite au 3e tour                                  |
| 1998-1999 | Pride de Pee Dee                                    | 106                                                 | Défaite au 3e tour                                  |
| 1999-2000 | Everblades de la Floride                            | 108                                                 | Défaite au 1er tour                                 |
| 2000-2001 | Titans de Trenton                                   | 104                                                 | Finaliste de la Coupe Kelly                         |
| 2001-2002 | IceGators de la Louisiane                           | 116                                                 | Défaite au 1er tour                                 |
| 2002-2003 | Storm de Toledo                                     | 104                                                 | Défaite au 2e tour                                  |
| 2003-2004 | Gulls de San Diego                                  | 108                                                 | Défaite au 1er tour                                 |
| 2004-2005 | Ice Pilots de Pensacola                             | 107                                                 | Défaite au 1er tour                                 |
| 2005-2006 | Aces de l'Alaska                                    | 113                                                 | Vainqueur de la Coupe Kelly                         |
| 2006-2007 | Wranglers de Las Vegas                              | 106                                                 | Défaite au 2e tour                                  |
| 2007-2008 | Cyclones de Cincinnati                              | 115                                                 | Vainqueur de la Coupe Kelly                         |
| 2008-2009 | Everblades de la Floride                            | 103                                                 | Défaite au 2e tour                                  |
| 2009-2010 | Steelheads de l'Idaho                               | 103                                                 | Finaliste de la Coupe Kelly                         |
| 2010-2011 | Aces de l'Alaska                                    | 97                                                  | Vainqueur de la Coupe Kelly                         |
| 2011-2012 | Aces de l'Alaska                                    | 97                                                  | Défaite au 3e tour                                  |
| 2012-2013 | Aces de l'Alaska                                    | 106                                                 | Défaite au 2e tour                                  |
| 1988-1989 | Panthers d'Érié                                     | 77                                                  | Défaite en demi-finale                              |
| 1989-1990 | Thunderbirds de Winston-Salem                       | 82                                                  | Finaliste de la Coupe Riley                         |
| 1990-1991 | Cherokees de Knoxville                              | 87                                                  | Défaite en demi-finale de division                  |
| 1991-1992 | Storm de Toledo                                     | 95                                                  | Défaite au 1er tour                                 |
| 1992-1993 | Thunderbirds de Wheeling                            | 88                                                  | Finaliste de la Coupe Riley                         |
| 1993-1994 | Cherokees de Knoxville                              | 94                                                  | Défaite au 1er tour                                 |
| 1994-1995 | Thunderbirds de Wheeling                            | 97                                                  | Défaite au 1er tour                                 |
| 1995-1996 | Renegades de Richmond                               | 105                                                 | Défaite au 2e tour                                  |
| 1996-1997 | Stingrays de la Caroline du Sud                     | 100                                                 | Vainqueur de la Coupe Kelly                         |
| 1997-1998 | IceGators de la Louisiane                           | 96                                                  | Défaite au 3e tour                                  |
| 1998-1999 | Pride de Pee Dee                                    | 106                                                 | Défaite au 3e tour                                  |
| 1999-2000 | Everblades de la Floride                            | 108                                                 | Défaite au 1er tour                                 |
| 2000-2001 | Titans de Trenton                                   | 104                                                 | Finaliste de la Coupe Kelly                         |
| 2001-2002 | IceGators de la Louisiane                           | 116                                                 | Défaite au 1er tour                                 |
| 2002-2003 | Storm de Toledo                                     | 104                                                 | Défaite au 2e tour                                  |
| 2003-2004 | Gulls de San Diego                                  | 108                                                 | Défaite au 1er tour                                 |
| 2004-2005 | Ice Pilots de Pensacola                             | 107                                                 | Défaite au 1er tour                                 |
| 2005-2006 | Aces de l'Alaska                                    | 113                                                 | Vainqueur de la Coupe Kelly                         |
| 2006-2007 | Wranglers de Las Vegas                              | 106                                                 | Défaite au 2e tour                                  |
| 2007-2008 | Cyclones de Cincinnati                              | 115                                                 | Vainqueur de la Coupe Kelly                         |
| 2008-2009 | Everblades de la Floride                            | 103                                                 | Défaite au 2e tour                                  |
| 2009-2010 | Steelheads de l'Idaho                               | 103                                                 | Finaliste de la Coupe Kelly                         |
| 2010-2011 | Aces de l'Alaska                                    | 97                                                  | Vainqueur de la Coupe Kelly                         |
| 2011-2012 | Aces de l'Alaska                                    | 97                                                  | Défaite au 3e tour                                  |
| 2012-2013 | Aces de l'Alaska                                    | 106                                                 | Défaite au 2e tour                                  |
| 2013-2014 | Aces de l'Alaska                                    | 97                                                  | Vainqueur de la Coupe Kelly                         |
| 2014-2015 | Walleye de Toledo                                   | 107                                                 | Défaite en demi-finale                              |
| 2015-2016 | Mavericks du Missouri                               | 109                                                 | Défaite au 2e tour                                  |
| 2016-2017 | Walleye de Toledo                                   | 106                                                 | Défaite en demi-finale                              |
| 2017-2018 | Everblades de la Floride                            | 112                                                 | Finaliste de la Coupe Kelly                         |
| 2018-2019 | Cyclones de Cincinnati                              | 110                                                 | Défaite en finale de division                       |
| 2019-2020 | Saison annulée en raison de la pandémie de Covid-19 | Saison annulée en raison de la pandémie de Covid-19 | Saison annulée en raison de la pandémie de Covid-19 |
| 2020-2021 | Everblades de la Floride                            | .667                                                | Défaite en demi-finale de conférence                |
| 2021-2022 | Walleye de Toledo                                   | .708                                                | Finaliste de la Coupe Kelly                         |
| 2022-2023 | Steelheads de l'Idaho                               | 119                                                 | Finaliste de la Coupe Kelly                         |
| 2023-2024 | Mavericks de Kansas City                            | 114                                                 | Finaliste de la Coupe Kelly                         |
| 2024-2025 | Stingrays de la Caroline du Sud                     | 109                                                 | Défaite au 1er tour                                 |